# セブンティ・カラーズ・ガール
「セブンティ・カラーズ・ガール」は、稲垣潤一の楽曲。自身の15作目のシングルとして、ファンハウスからシングル・レコードで1989年1月25日に発売された。

## 解説・タイアップ
9枚目のオリジナル・アルバム『HEART & SOUL』収録シングル。
「セブンティ・カラーズ・ガール」…カネボウ化粧品・春のキャンペーン・イメージソング。

## 収録曲
- SIDE A

1. セブンティ・カラーズ・ガール
  - 作詞：売野雅勇、作曲：Tsukasa、編曲：西本明

- SIDE B

1. Misty Blue
  - 作詞：売野雅勇、作曲：中崎英也、編曲：西本明